# تنها (فیلم شوروی ۱۹۳۱)
تنها (روسی: Одна) فیلمی محصول کشور شوروی است که در سال ۱۹۳۱ منتشر شد. این فیلم توسط لئونید ترابرگ و گریگوری کوزینتسف نویسندگی و کارگردانی شد. در ابتدا به عنوان یک فیلم صامت برنامه‌ریزی شده بود، اما در نهایت با یک موسیقی متن شامل جلوه‌های صوتی، برخی از دیالوگ‌ها (ضبط شده پس از فیلمبرداری) و یک موسیقی کامل ارکستری توسط دیمیتری شوستاکوویچ منتشر شد. این فیلم که دربارهٔ معلم جوانی است که برای کار به سیبری فرستاده شده‌است، سبکی واقع گرایانه دارد.